# Master of Epic -The ResonanceAge Universe-
『Master of Epic -The ResonanceAge Universe-』（マスター・オブ・エピック -ザ・レゾナンスエイジ・ユニバース-、略称MoE）は、株式会社MOEにより運営されるオンラインゲーム（MMORPG）。
2005年4月1日サービス開始。当初の配信と運営はハドソンにより行われ、以後ゴンゾロッソオンライン（→ゴンゾロッソ→ロッソインデックス）→ウィローエンターテイメント→MOEと運営権移譲を経て、現在に至る。
株式会社ハドソンは2012年にコナミデジタルエンタテインメント (KDE) に吸収合併され、現在ではKDE及びMOEが著作権を保有している。

## 概要
Master of Epicはその前身である「ResonanceAge」を元に作られており、今でもサーバー内のその節々でその名残をみることができる。ResonanceAge αテスト時はレベル制を採用していたが、クラスとスキル制を組み合わせたシップブレンドを採用したResonanceAge βテストを経て、現在の完全スキル制へと移行した。
また、2007年1月7日～2007年3月25日にわたって地上波でアニメ化された。
- オープンβテスト期間：2004年10月28日[2]から2005年3月31日まで。

- 正式運用（ハドソン）：2005年4月1日から同年12月31日までは開発元のハドソンが自ら運営し月額課金を行っていた。

- 移譲直前のハドソン運営最後のイベントにて、魔王の攻撃によって世界が滅亡しノアストーンによる世界再生を行っている（世界観変化の理由付け）。

- 運営移譲：2006年1月1日よりゴンゾロッソオンラインに運営が移譲され、正式アイテム課金サービスが開始された同年5月16日のメンテナンス前まではゴンゾロッソオンラインへの移行準備期間として基本プレイ料金は無料化された。2006年5月16日のメンテナンス後より基本プレイ料金は無料のアイテム課金制となる。

- 2012年5月1日にウィローエンターテイメントへ運営移譲が行われた。

- 2020年1月22日に株式会社MOEへ運営移管が行われ、現在に至る。

## 特徴
- 完全スキル制による自由なキャラクター構成
- 「Age（時代）」システムによる複数の異なるゲーム特性（対Mob戦、対人戦、レイド）
- 生産と消耗によるアイテムの流通サイクル
- 戦闘における能動的な防御行動
- アイテムを生産する際の目押しルーレット
- 意味のある地形（水中の特性、高低差の戦術利用など）
- プレイヤーの行動によってNPC種族との友好関係が変化
- 細部まで調整、変更できるインターフェイス（操作や外観）
- 基本プレイ無料+アイテム課金制

## 世界観

### 冒険の舞台
プレイヤーが「ダイアロス島」に流れ着くところから冒険は始まる。ダイアロス島は周囲を巨大な竜巻に囲まれ、何人たりとも外界へと出ることのできない辺境の島であり、ここが冒険の舞台となる。
ちなみに、プレイヤーは上記に違わずに船が竜巻で沈没、死んだ状態で流れ着いており、「モラ族」の秘術によって時代の流れを変えるために生き返ることとなる。

### 種族
プレイヤーはニューター、コグニート、エルモニー、パンデモスの4種族、男女の2性別から選択可能。
性別に能力差はないが、性別毎の専用装備がいくつか存在する。
種族によって基本能力が異なるが、種族による能力の差は他のゲームほど顕著に現れるものではなく、どの種族を選んでも特に問題はない。なお、種族と性別はゲーム内で変更が可能。
キャラクターデザインは渡辺とおるが手がけている。
- プレイヤーとして選択可能な種族
  - ニューター（Newtar）:ヒューマンに似ているが全く別の種族。世界各地に分布し、若者に似た外観を保ち続ける。歴史上のある時期から現われるが、その発祥経緯は謎のまま。デザイン時はヒューマンとされていた。
  - コグニート（Cognite）:他種族との交流を好まず、錬金術や古代史の研究に余念がない。その美貌ゆえ、悪徳商人に捕らえられてしまう者もいるという。優れたリズム感と美声を持つ。デザイン時はエルフとされていた。
  - エルモニー（Elmony）:正式名はエルカプモニア。森や川といった静かなものを好み、温和で明るい種族。超自然的な能力を秘めているらしいが、真偽は定かではない。デザイン時はドワーフとされていたが、実際はホビットに近い。
  - パンデモス（Pandemos）:争いを好まず、優しい心を持つ。しかし、感情が爆発すると凶暴性を発揮する。過去の種族間戦争の記憶から、エルモニーを恐れているらしい。デザイン時はオーガとされていたが、性格はまったくちがう。
- PCとして選択不可能な種族
  - モラ:主にヌブール村に住んでいる。かつては人間のような容姿であったが、ノア・ストーンの呪いを受け小さく弱い姿に変えられてしまった。ゲームを開始すると最初に出会う種族である。
  - ヒューマン:ResonanceAgeで使用可能であった種族。各都市等で生活している者の他、徒党を組んで盗賊や海賊等になっている者もいる。
  - エルフ:エルガディンの主要構成種族である他、各都市等で生活している。
  - ドワーフ:各都市等で生活している者の他、イルヴァーナ渓谷にドワーフの集落がある。イルヴァーナ渓谷のドワーフはオークと対立している。
  - イクシオン:魚人族。エイシス・ケイブでは集落を形成している。出現場所は広く、集落のあるエイシス・ケイブの他、ミーリム海岸、ガルム回廊、イプス峡谷、更にはビスクの街中にも現れるため、ビスクの街では時折イクシオンから逃げ惑う初心者、生産者や哀れな犠牲者を見ることが出来る。
  - タルタロッサ:タルタロッサ・パレスに住む鳥人族。エイシス・ケイブのイクシオンを戦力で圧倒し、支配下に置いている。
  - オーク:イルヴァーナ渓谷、ダーイン山に住む豚頭の種族。イルヴァーナ渓谷のオークギャングはドワーフと対立している。また、ダーイン山ではオークの集落が形成されている。
  - オーガ:各都市で真面目に生活している者や、徒党を組んで盗賊等になっている者がいる。エルビン渓谷には小さな村があり、行商人たちと友好的に交易している。本来の意味である「人食い鬼」の要素は無い。
  - グレイブン:ムトゥーム墓地等に生息する鼠人族。集落等は確認されていないが、鼠らしくビスク地下水路等に巣を作っている者達もいる。
  - スプリガン:アルビーズの森に集落を形成している小さな種族。トレントと友好関係にあり、オルヴァンと敵対する。
  - ノッカー:ネオク高原に群れで生息している小さな種族。
  - コボルト:イルヴァーナ渓谷、レクスール・ヒルズに群れで生息している。スルト鉱山内でも生息が確認され、同じく鉱山内にいるバジリスクと敵対している。

この他種族ではないが、各地で盗賊、海賊、山賊、蛮族等が徒党を組んでいる。

### 主要NPC
- イルミナ

キ・カ大陸のほぼ全てを支配するドラキア帝国の王女にして、ダイアロスの最大勢力であるビスクの女王。優秀な魔導師でもあり、ダイアロスのノア・ストーンを手に入れた今は、自らの名前を冠したイルミナ城に籠もり制御のための研究に没頭している。
- アクセル・キール

ビスク軍の司令官。平民出身でありながら、歴戦の勇者のみが許される称号である「キール」を名乗る事が許された叩き上げの軍人。そのため民衆からの人気は高いが、権力欲が強く、指導者達の健康を願って料理を届けにきただけの料理ギルドに「叛旗を翻すなら容赦しない」と脅しをかけることも。
ビスクの政に一切関わらず、ノア・ストーンの研究に没頭するイルミナに対して嫌悪しているわけではないが「無能」との評価をしている。実際、ビスクの統治は彼が行っている状態であり、ビスク内では彼がビスクの正式な支配者になるのでは？という期待とも取れる噂が流れている。逆に女王派からは「陛下をないがしろにしている」とも言われている。
- ミスト

ビスク（ドラキア帝国）の国教であるラル・ファク教の神官。歴代の神官の中で最も優秀な魔道師といわれる程の天才であり、幼馴染でもあるイルミナとは共に魔法を学んだ間柄でもある。
- ルーチェ

ビスクにある魔導師ギルド、アルケィナのギルドマスター。幾つかの事件では、ラル・ファク教と対立するマブ教の者（オリアクス）に賛同、行動を共にした事がある。その後大聖堂に籠もり祈りの日々を送っていたが、冒険者の前に姿を見せるようになった。
- キング・オラージュ

かつてダイアロスの最大勢力であったエルガディン王国の国王。ビスクの襲撃を受け、敗北してからはネオク山で反攻の機会をうかがっている。12日間戦争で彼以外の王族は総て亡くなったと言う。
- ミクル

キング・オラージュの側近。
- ゼノ

エルガディンのクリエイター達の指導者。ネオクに居る名の在るNPCクリエイターは総て彼の弟子である。8種類の生産と4種類の採集の内、7種類の専用工具は彼から与えられ、更に3種類は彼の弟子が運営するギルドがら与えられるため、殆どの生産職PCも彼の弟子と言える。
- ウォルフガング

12日間戦争に従軍した元ビスク兵。侵略戦争に疑問を持った彼は軍を脱退、賛同者を率いてアルビーズの森に隠遁する。数人のNPCの話から、通称「気持ちの良い青年」。
- イーノス

モラ族の族長。ヌブール村に住む。ダイアロスに忍び寄る破滅の運命を予知しており、その運命に抗うため、難破して死亡したプレイヤーを生き返らせた。このゲームにおける最重要人物の一人。
- イーゴ

モラ族の一人だが、モラ族を追いやったエルガディンやビスク、さらになすがままのモラ族にも怒りを覚え、ヌブール村を飛び出す。その後ムトゥームへ行き、マブ教に入会。後に開祖である初代教祖を暗殺し自らが教祖となった。
イーが「支配する」。ゴが「月の光」を意味し、イーゴそのものに「終焉」の意味を持つとも言われる。その名の通り彼こそがダイアロス、ひいては世界を破滅に導く人物である。
- オリアクス

マブ教に関連するギルド、暗使の元ギルドマスター。漢気のある男で「兄貴」と慕われていた。（彼独特の）人類愛ゆえに、対立するラル・ファク教の聖女と言われた女性（ルーチェ）と何度か行動を共にした事があり、その最後の事件で彼は彼でなくなってしまう。
- ザイオン

災厄（イビルタイタン襲撃）が始まった際に現れた謎の男。なぜかイーゴの企みを知っており、それに対抗する手段を用意していた。彼が発したいくつかの発言から、オリアクスとは何らかの因縁があるようである。
- ドゥーガンとカレン

Present Ageのビスクに居る二人のドワーフの装飾細工職人。イビルタイタンのイルヴァーナ襲撃直前にイルヴァーナのドワーフ集落に帰ったせいで生き別れとなる。この二人を結ぶ話がQuest of Ages:ジャスパーのメインクエストである。ただしQoA:ジャスパーではカレン自身は登場しない。
- イ オーフェン

サスールから行商に来ている人物。珍しい品を扱っているが、ボッタクリとも言われている。偶に機嫌が悪いのか戦闘を仕掛けてくるときもあり、ボスクラスの強さを誇る。サスールの実装によりニューターの女性である事が判明。彼女は排他的なサスール国内で唯二人の友好的な人物であり、彼女を通してサスールの信頼を手に入れる。またかつては彼女の扱う品が欲しいときは現れる場所を探す必要が有ったが、サスールに常駐する為、入手が簡単になった。

### 5つの時代+α
ゲームの舞台となるダイアロス島には5つの時代+αがあり、それぞれの時代ごとにゲームの目的が大きく異なる。
1. Chaos Age（神々の時代）
45億年前の天と地の区別がない混沌とした時代。6つの門があり、それぞれの門を守護する神獣と呼ばれる強大な敵に多数のプレイヤー（最大350人）で立ち向かう。プレイヤーは最初の門から順番に6つの門を守る神獣の撃破を目指す。
  - 地の門：ノーザン ゲート キーパー
  - 火の門：サザン ゲート キーパー

2005年3月の公式イベント「少年ユンの物語」で追加されたゲートキーパー。後述する暗使ギルドのギルドマスター、オリアクスの変わり果てた姿である。ギルドマスター時代のオリアクスはプレイヤーの人気が高く、今でも「アニキ」と呼ばれ親しまれている。
  - 冥の門：インフェルノ ゲート キーパー
  - 風の門：イースタン ゲート キーパー
  - 水の門：ウェスタン ゲート キーパー
  - 天の門：ロード オブ カオス

惨めな歴史を無かったものとし、自分の思い通りの世界創造を企むイーゴが神の力を得て変身した姿であり、ストーリー上ではこの神獣の撃破こそが当ゲームの最終目的である。が、無数の時代に平行世界的にイーゴとプレイヤー達が居るためか、勝っても負けても戦いは繰り返される。
2. Ancient Age（超古代文明の時代）
13,000年前の超古代文明が栄えていた時代。広大な土地が分譲地となっており、自らの家を建設できる。現在（2015年4月）は六つのハウジングマップ(ソレス渓谷/ユグ海岸/ゲオの深淵 北東エリア/ゲオの深淵 南エリア/ゲオの深淵 西エリア/シスの天空島/ミトヤの大樹）が実装されている。
3. Present Age（現代）
プレイヤーが最初に訪れる冒険の主な舞台となる時代。モンスターとの戦闘、アイテムの採集や生産などのほかに、「アリーナ」と呼ばれる場所では対人戦（PvP）も可能。
4. War Age（戦乱の時代）
10年後、秘石ノア・ストーンをめぐる二つの勢力、ビスクとエルガディンの戦争が勃発した時代。ほぼ全域で対人戦（PvP、RvR）が可能となっている。プレイヤーは二つの勢力のどちらかに所属、もしくは中立の立場を取らなければならない。他勢力へ亡命も可能だが、失敗すると収容所での強制労働となる。通称は「War Age」をそのままローマ字読みした「ワラゲ」であり、アニメに登場する「ワラゲッチャーV」の名前は此処から来ている。
  - ビスク（BSQ）：Present Ageにおいて最大勢力であったビスクは災厄によって壊滅的なダメージを受けている。
  - エルガディン（ELG）：Present Ageにおいてビスクによってネオク山に追いやられたエルガディンは復興を遂げ、ビスクの災厄に乗じて宣戦布告した。
  - 中立（NEU）：ビスク、エルガディンのどちらにも属さない自由な存在。自由であるが故に誰からも（中立からも）狙われる存在でもある。
5. Future Age（魔王の時代）
3000年後、魔王イーゴが支配する生物が死滅した世界（例外を除く）。プレイヤーは魔王の宝を求めて浮遊都市バハにある迷宮に挑戦する。この迷宮は5人パーティ専用で、いかなる理由（回線切れ等）であろうと一人でも欠ければ失敗となり全滅する。直接支配しているとはいえ、この時代における魔王イーゴは浮遊都市バハと一体化しておりその姿を見ることは出来ない。
6. Quest of Ages
時代の断片。別の時代の特定の事件の場へ飛び、そこにある状況へ対処する。
  1. グラフヴェルズ - 128年前、恋人を奪われた事により怪物化した水の精を鎮める。
  2. ジェイド - 8年前、ダイアロス島に辿り着きはしたものの、衰弱しきったドラキア帝国移民団（後のビスク国民）の為に精の付く食べ物を用意する。
  3. コーラル - 8年前、ビスクの街を建設する為の材料集めを手伝う。
  4. リスティル - 8年前、ビスクの街を襲う大グモの群れに対処する。
  5. ジャスパー（抵抗の時代） - 6年後、イーゴが生み出したイビルタイタンと呼ばれる巨大ロボットの襲撃、さらにモンスターも強大・凶暴化した時代で、ノアタイタンと呼ばれるパワードスーツや巨大ロボットで対抗する。ダーイン山及び巨大ロボ専用の空中戦エリアでは対人戦（PvPのみ）を行える。この災厄をもたらしたイーゴに対して、ザイオン等の協力でそれに打ち勝ったプレイヤー達の戦いがこの時代の直後にあり（期間限定イベントの為、現在はプレイ不可能）、結果としてノアタイタン等の技術はWar Ageのビスク・エルガディンには残されていない。Quest of Agesの1つに過ぎないが、アニメのオープニングでは基本5時代でありながら当時は実装されていなかったAncient Ageに代わってTitan Ageの名で語られている上、ワラゲッチャーVの後半のネタにもなっている。なお正式にはこの名称だが、ゲーム中での移動先としては「Quest of Ages：ビクトリアス広場」と表示される事に注意。
  6. ヴィオレ - 10年後、WarAgeの新兵の為に用意された練習用戦場。ある程度階級が上がると入場禁止。
  7. カーレイ - 時代不明だが、ヴィクトリアス城の聳える美しいイプス峡谷が舞台。イベント用広場。

### 地域・勢力
ダイアロス島には複数の勢力が存在し、「ノア・ストーン」と呼ばれる秘石をめぐって対立している。また異種族が生活している地域もあり、異種族と友好を結べた場合には店等の施設を利用できる。
ヌブール村、城下町ビスク、ネオク山、ムトゥーム地下墓地（と最初は自力で辿り着く必要のあるサスール）の間は「古代モラ族」の造り上げた「アルター」と呼ばれる転送施設で一瞬にして移動が可能。使用はモラ族に認められた（総ての）PCのみの特権であり、モラ族以外のNPCは基本的に使用不可能。ゆえに各勢力が敵対勢力への奇襲等に使うことはできない。またWar AgeではPCもWar Age入り口であるヌブール村と所属国家（と中立のタルサロッサパレス）にしか移動できない。Ageの移動もこれで行うが、一部のAgeへは別の場所に点在する専用のアルターを使う必要がある。
ヌブール村
- モラ族

ダイアロス島の先住民で、長い歴史を持つ。古代には高度な文明を誇り、ノア･ストーンを作り出したが、謎の災厄で全ての技術を失ってからは衰退した。現在は島の辺境で細々と暮らしている。
- Present Age

モラ族が住む辺境の村。チュートリアルで出会う長老イーノスが住む場所でもある。War Ageへはこの村のアルターでしか行き来できないため、War Ageを主な活動場所とするプレイヤーは頻繁に来ることになる。
- War Age

ビスク、エルガディンのどの陣営にも属さないこの村は、PvP（RvR）エリアであるWar Ageにおいて唯一PCを攻撃できない地域である。各陣営へはこの村のアルターから移動する。また、各陣営に勧誘するNPCがおり、中立（無所属）のプレイヤーは彼らに話しかけることで各陣営に加入することが出来る。
アルビーズの森
- スプリガン

アルビーズの森に集落を形成している小さな種族。トレントと友好関係にあり、オルヴァンと敵対する。また、フォレスターギルドとは中立関係（ギルド側がスプリガンの毛の匂いで仲間だと思わせている）。
- オルヴァン

アルビーズの北部に生息する二足歩行の竜族の一種。奥地で卵を産み育てるマザー達がいる。スプリガン、トレントと敵対する。ネオク高原にもオルヴァンは生息しているが、皮膚の色に違いがある。
- Present Age

アルビーズの森はスプリガンの集落があり、オルヴァンと敵対している。また、森にあるランダル洞窟ではかつてビスク軍にいたウォルフガングが隠遁生活を送っているが、彼が率いたフォレスター達がギルドを作っている。
- War Age

アルビーズの森ではランダル洞窟の主ウォルフガングが新天地へと旅立っており、モンスターが巣食っている。イプス峡谷への坑道が掘られている。スプリガンがオルヴァンを奴隷化している等、10年前とは多少の変化がある。
ビスク
- ビスク（Bisque）

現在の最大勢力で、ノア・ストーンを手にしている。主に「キ・カ大陸」のほぼ全域を支配するドラキア帝国からの移民で構成される。ほとんどがラル・ファク教の信者である。
- Present Age

Present Ageにおいて最大の都市であるビスクはドラキア帝国の国民が住んでいる。支配者はドラキアの王女でもある女王イルミナだが、隣接するイプス峡谷にある城に篭りノア・ストーンの研究に没頭している。イルミナ城への跳ね橋は常に上がっているため内部は不明。そのためビスク軍司令官であるアクセル・キールが事実上の統治者となっている。
戦士・魔法使い・料理のギルドが存在する他、国教であるラル・ファク教の大聖堂、軍部が集まる闘技場、各生産施設、ビクトリアス広場、地下水路等、かなりの広さを誇っている上、攻め込まれた時の対策なのか道が入り組んでいるために迷子になる初心者が後を絶たない。
- Quest of Ages：ジャスパー

ビクトリアス広場のみが冒険の拠点として存在。イビルタイタンに対抗するため、モラ族やドワーフが協力者として数人来ている。ここから専用アルターで、イルヴァーナ渓谷か、模擬戦（対人）エリアであるダーイン山へ向かう。なお、広場出口の門は総て閉じているため、他がどうなっているかは不明。地下水路への入り口も鉄格子がはめられている。
- War Age

他勢力の襲撃、内部での暴動、ノア・ストーンの暴走等があり壊滅状態に陥るが、ビスク軍司令アクセルが立て直す。主な活動拠点は消滅したイルミナ城からビクトリアス広場を経てビスク港へと移っており、エルガディン軍との戦闘が続いているため復興もままならない状態となっている。
イプス峡谷
- サベージ

イプス峡谷北方で徒党を組んでいる蛮族。
体格はパンデモスに匹敵するが角はなく、獣骨の兜や毛皮の鎧で武装している。キングを筆頭に、ナイト、ランサー、スカウト、ルーキーといった実力に応じた身分の差があり、ドルイドが祭祀を司る社会組織が垣間見える。その実力はかなりのもので、ゲーム全体を通じ最強クラスを誇る。
- Present Age

北方にサベージがいること、入ることの出来ないイルミナ城があること、南方のガルム回廊に向かう付近に忍者が潜んでいることを除くと、基本的に何もない場所とも思える。
しかし、湖の奥深くに謎の亀裂があることや、夜になれば怪しい踊り子や幽霊等が現れる等、旅人達は様々な理由で行くことが多い場所である。
- Quest of Ages：カーレイ

プレイヤー、及び、GMイベントの為に開放されたエリアである。赤の劇場、緑の劇場の二つの舞台が置かれ、月に一度行われるダイアロスバザール（旧 のみの市）では、赤の劇場で出し物が行われる等している。なお、この赤の劇場はMaster of EpicのCMにも使われた。
- War Age

イルミナ城がまるまる消滅しており、巨大なクレーターが残っている。ノアストーンの暴走が原因と言われているが、実際はその力を用いたイーゴの手によるものであり、女王イルミナもまた討ち取られている（上記のQoAジャスパーの直後にあたる期間限定イベント）。南方がミーリム海岸・ガルム回廊・アルビーズの森等、主要マップに繋がっているため、時折激戦が繰り広げられている。
ネオク山（エルガディン王国）/ネオク高原
- エルガディン王国（Elgadin Kingdom）

ダイアロス島に侵攻した最初の勢力。竜神を信仰し、飛竜を駆る竜騎士団が存在する。かつてはモラ族を排除して島を支配していたが、ビスクとの「12日間戦争」で敗北し、ネオクまで逃げのびた。現在はネオク山を拠点に反攻の機会をうかがっている。
- Present Age

ネオク山の内部には、ドラキア帝国軍によりビスクを追われたエルガディン人が街を形成している。当初は国王キング・オラージュがいるだけの場所だったが、闘技場・生産施設等が作られ、徐々に復興の兆しが見えている。またネオク高原には鍛冶・裁縫のギルドが作られ、エルガディン再興のために活動している。生産設備が一番整っているのがこの地域のため、生産者の中にはネオクを拠点とする者もいる。
国王は、国力が落ちている今の状況ではビスクと戦えないと判断し、国力増強の後にビスクと戦うことを決定するが、すぐにでも戦うべきだとする急進派が反乱を起こした。結果は国王側が鎮圧に成功、急進派はイルヴァーナに追われ反乱軍とされる。このためイルヴァーナに隣接するネオク高原には前線基地が作られている。
ネオク高原南部には強力なノッカーやドラゴンが生息している。このドラゴンは、竜騎士団の駆る飛竜とは別種であり、巨大な羽を持ってはいるが地上種である。飛竜は更に南の「飛竜の谷」に生息している。
高原南部にはギガースが3体生息しており、これを対象とした、プレイヤーがスキル上げを目的として共同で戦う「共闘」が常に行われている。ギガース周辺にも危険なオルヴァン等が徘徊しているため、これらに襲われても負けないようになってから来るといいだろう。
- Quest of Ages：ジャスパー

ネオクには行けないが、イルヴァーナにある砦の兵士達の話によると、国王が病に倒れており、側近であったミクルがエルガディン軍総司令官となり指揮している。また、急進派である反乱軍の討伐に成功したが、復興がほぼ終わり戦争準備に入ったため、急進派が反乱する理由が無くなっている。
- War Age

反乱軍を鎮圧した後も順調に力を蓄えていたエルガディンは災厄に乗じてビスクを襲撃、ネオク山でエルガディン王国を再興する。Present Ageよりネオク山の開発は進み施設が増えた反面、ネオク高原の施設は撤去されている。依然、国王は面会謝絶であり、代わって指揮を取るミクルに疑いの目を向ける者も居る。
飛竜の谷
- Present Age

ネオク高原を挟んでネオク山の反対にあるマップ。エルガディン軍にはなくてはならない、飛竜の繁殖地が存在する。かつてはエルガディン竜騎士団の最高機密としてPCの進入は許されていなかったが、2011年7月に開放された。
開放後の「飛竜の谷」には、エルガディン軍の砦もあるがアルターは無く、道中は強めなモンスターも居るため辿り着くのも一苦労（他のアルター無し拠点は敵を避けてたどり着ける配置）。
比較的なだらかな谷の部分と、道も細く険しい斜面の部分がある。登り詰めた奥には飛竜を常食する千年竜が存在し、エルガディン軍竜騎士団の悩みの種となっている。
- War Age

飛竜の谷には入れない。
ムトゥーム地下墓地/ムトゥーム墓地
地下墓地と区別するため、ムトゥーム墓地は「地上墓地」と呼称されることが多い。が、晴れた昼間でもほとんど日が差さないため、かえって地下墓地よりも見通しが悪い。
- マブ教（Mabs Order）

闇よりの力を崇拝する集団で、ムトゥーム地下墓地を拠点とする。勢力拡大のためにエルガディン人の戦災孤児を多数保護したため構成員が若いのが特徴。開祖は怪しげな儀式をしている程度だったようだが、2代目教祖となるイーゴにより、より破壊的な性格を持つ団体となった。ラル・ファク教と対立している。
- ロッソ

ムトゥーム地下墓地で徒党を組んでいる盗賊達。地下墓地最下層にいるボスを筆頭に、ファイター、アーチャー、ウィッチ等がいる。
- スカルパス/デスナイト

地下墓地の奥深く、あるいは夜間の地上墓地に生息するアンデッド系。前者は骸骨兵士で、刀剣使いと魔法使いに大別される。後者は馬に乗った死神の姿をしている。いずれも攻撃力が高く、しかも固まって徘徊しているため、少しの油断が命取りとなる。プレイヤーの行動次第で友好関係を持つことが出来る。
- グレイブン

ネズミ系の亜人。地上墓地に巣を作っており、昼間はマップ全域を徘徊している。夜はまとめて巣穴に篭る。ビスク地下水路最下層にも生息する。地上墓地に生息する者なら、プレイヤーの行動次第で友好関係を持つことが出来る。
- Present Age

地下墓地1階にはマブ教徒が街を形成しており、ネクロマンサーのギルドも存在する。更に地下2階以降は盗賊、アンデッドが巣くう場所となっている。なおマブ教徒は盗掘者である盗賊とは対立関係。アンデッドもスケルトン系とは友好関係だが、ゾンビやマミーとの友好は無い。
墓地の地上は昼はグレイブン、夜はアンデッドが現れ、彼らと友好を持たない者は一斉に襲われることになる。
- War Age

地下墓地は埋まっており、マブ教は壊滅したと思われる。なおQoA:ジャスパーでのビスク兵の話からQoA:ジャスパー当時はまだ存在していた模様。
地上墓地はグレイブンが姿を消し、一人の「強大な者」がアンデッド達を支配するかのように君臨している。
ミーリム海岸
- イムサマス・ファミリー

ミーリム海岸からエルビン山脈に至る山道を拠点とする盗賊団。
組織の中心となるバン・カン・ジャン・リンジー・ランジーの5人は兄弟であり、一説にはムトゥーム墓地で墓守をしていた一族の末裔であるという。
構成員の証であるナイフが、シーウルフやロッソ等からも得られることから、多くの盗賊団をまとめた組織の総称である可能性もある。
- シーウルフ

ミーリム海岸の沈没船付近で徒党を組んでいる海賊達。夜になると姿を消す。
- 異端者

マブ教から異端として追われたとされる者たち。海辺の焚き火に向かって礼拝しており、その姿から通称「拝火教」と呼ばれている。
- 呪縛された者たち

ミーリム海岸にあるキャンプ地に夜になると現われる幽霊達。ダイアロスにやってきた者達が無念の死の後、キャンプ地に留まりつづけている。このキャンプでのみ販売されるアイテムやスキルもあり、プレイヤー達は「夜間キャンプ」と呼んで親しんでいる。キャンプ地の昼はダーイン山のオーク達が遠征しているため注意が必要である。
- Present Age

ビスクから冒険を始める旅人達のかなりの数が冒険を開始するこのエリアは北はダーイン山、エルビン渓谷、イプス峡谷へと続き、西はエイシス・ケイブの入り口が見える等、冒険のスタート地点としての側面もあるが、盆地、山岳地、廃坑、海、沈没船とバラエティに富んだ地域でもある。また棲息するモンスター等も弱いものから中盤以降までお世話になるものまでいる。
隣接する海には様々な魚が泳いでおり、不用意に泳ぐとサメやエイに食い殺されることも少なくない。【水泳】スキル0では水中での行動速度が半分になる（100で地上とほぼ同じ）ため戦闘力の大幅な低下なうえ、逃げることもままならないためである。海には更に2種類の強力なモンスターも存在する。
- Quest of Ages:ジャスパー

行くことはできないが、ビスクの城門を警備していた警備兵がビクトリアス広場におり、彼の話によると城門をイビルタイタンに破壊されてしまったらしい。
- War Age

城門は破壊されたままであり、遠回りしなくては辿り着けない。また戦略拠点もないため、人の通りは少ない。逆にそこを利用して対人戦イベント会場に使われたりもする。稀に珍しい白い虎が現れる他、イクシオンが偵察のためか歩いている事もある。
レクスール・ヒルズ
- アマゾネス

レクスール・ヒルズに徒党を組んでいる女性だけの勢力。本拠地はレクスール・ヒルズにあるヴァルグリンドの巣穴及び黄昏の砦である。
ビスクに極めて近い所にいること、人間の姿をしていること、それなりの強さであることから、NPCまたはプレイヤーと間違えて不用意に近寄り、即座に殺される初心者が少なくない。
一説には、もとはヒューマンの蛮族であったが、ある呪いにより、成長するに従って醜いバルカー、エルーカスへと変貌してしまう宿命を負っているという。
- Present Age

かつて存在したエルアン人の遺跡や、砦の跡、アマゾネス達の本拠地であるヴァルグリンドの巣穴・黄昏の砦、また崖下にはコボルトが群れている他、グリフォン、虎、熊、鹿、ライオン、蛇、猿と動物たちも多く、最強のモンスターの一つに挙げられるギガース（巨人）も存在し、駆け出しの旅人から熟練した冒険者まで来ることの多い場所である。
- War Age

ビスクの入り口に面したこの場所は、イルヴァーナ渓谷と並び戦争の最前線となっている。拠点も多く存在し、戦闘の絶えない場所であるため、観光気分で行く者達は慎重な行動と殺される覚悟が要求される。
ヴァルグリンドの巣穴
- エルアン人

かつてダイアロスにいて高度な文化文明を築いていたとされる者たち。今では姿を見ることはなく、レクスール・ヒルズやエルビン渓谷等に遺跡が残るのみで、ごく一部のエルアン人が霊体として現れる事もある。
- リザードマン

かつてエルアン宮殿を襲撃した蜥蜴のような亜人。賢王亡き今では宮殿を我が物顔で歩き回っている。ウォーリアー、アーチャー、ウィザード等数々の兵士が確認されており、歴戦の戦士でも1対1の勝負に敗れる事もある程の力がある。
- Present Age

かつてはアマゾネスやバルカー、エルーカスが生息していたが、奥地にエルアン人の遺跡であるエルアン宮殿がある事がビスクのアルケミスト達によって発覚、発掘作業が進められた。
2009年4月にはエルアン人の遺跡であった「エルアン宮殿」が時の狭間から開放された。それ以降はエルーカスやバルカーは宮殿内に進み、アマゾネス達は巣穴から出て行く者が増えたのか数が減っている。エルアン宮殿は数々のトラップや条件付で現れるワープポイント、強いモンスター達等、1,2パーティー程度ではボスに辿り着く前に全滅する可能性も高いマップである。「儀式の間」「賢王の間」「転生の間」と呼ばれる部屋が存在し、現実時間に即して定期的に開門する。プレイヤーは大挙して各部屋のボスを撃破し、報酬を得ることが出来る。ボスの強さは参加人数に左右される。
- War Age

エルアン宮殿に入ることはできない。
ガルム回廊
- ラトロ

ガルム回廊で徒党を組んでいる盗賊達。
- Present Age

レクスールヒルズから繋がる川沿いと、イプス峡谷から繋がる山岳部分に分かれる。水の多い場所であり、イクシオン達が多く棲息している。山岳地域には壊れた橋があるが、その壊れた橋の先には珍しい花が咲くこともある。山岳部ではコボルトが生息しているが、イクシオンとは生息地域が違うため、衝突は起きていないようだ。
- War Age

エイシス・ケイブでは姿を消したイクシオン達はここにはまだ残っている。拠点も存在し、壊れていた橋が復旧されている。橋の先は坑道が掘られ、イルヴァーナ渓谷へと続いている。レクスール・ヒルズとも繋がっているため、ここでも激しい戦いが頻繁に繰り広げられている。
ダーイン山
- オーク

亜人の一種。豚のようにしか見えないが、れっきとした文化を持っており、集落では学生や兵士の教育制度が整っている様が垣間見える。イルヴァーナ渓谷にも生息している。
- Present Age

主に広く起伏の激しい採掘場と、そこを抜けた先にあるオーク達の集落の2つのエリアに大別できる。いずれもオーク達が住み着いているが、彼らと友好関係になることは不可能であるため、採掘や採集に向かう場合はある程度の戦闘能力ないしは逃走能力が必要である。
- Quest of Ages：ジャスパー

オークたちの姿は消え、QoA:ジャスパーにおける模擬戦（対人）エリアとして使用されている。オーク集落以外の出口はふさがっており、集落だった場所には無人の砦が建設されている。
- War Age

ミーリム海岸への出口が復活し、エイシスケイブへのトンネルが開通した以外はQoA：Titanとほぼ変わらない。
イルヴァーナ渓谷
- サイクス

イルヴァーナ渓谷に夜になると現れる一団。
- Present Age

ドワーフ・オーク・コボルトが住む地域。特に集落を形成しているドワーフと徒党を組んでいるオークが敵対している。ドワーフの集落には多様な作物があり、それを刈りたければドワーフの友好を得る必要がある。ドワーフは銃器スキルに関する造詣が深く、特殊な材料の購入やテクニックの習得、銃器使い向けのクエストもここで行われる。コボルトは象のバルドスと共に群れる傾向が強い。イルヴァーナ渓谷の鉱山では珍しい鉱石が採掘できるが、坑内には巨人ギガースや一つ目の浮遊生物であるウォッチャーが生息しているため、最奥部まで進むまでには多くの危険が伴う。またネオク高原に隣接する山岳地帯では、急進派であるエルガディン反乱軍とエルガディン正規軍と小競り合いを続けている。
- Quest of Ages：ジャスパー

イビルタイタンの襲撃によりドワーフの集落は壊滅、生き残ったドワーフのほとんどはエルガディン王国に保護され、エルガディン王国（ネオク山）及びガルム回廊への坑道を掘る工事に従事している。モンスターも凶暴化している。反乱軍は討伐されており、隠れ住むのみ。ビスク・エルガディンの両王国ともイビルタイタンを監視する名目で砦を建設しており、一触即発の状況になっている。さらなる被害を防ぐため、両王国への道は城門を建造した上で閉じられている（坑道はイビルタイタンの通れる大きさではない）。QoA:ジャスパーの舞台は基本的に此処のみである。
- War Age

ザイオンらの協力を経て、イーゴとの戦いに勝利したため、イビルタイタン等の脅威はなくなった。エルガディン王国（ネオク山）、ガルム回廊へと続く坑道は完成。砦は放棄され、両王国への道は再び開かれている。レクスールがビスクの玄関口となる地域なら、ここイルヴァーナはエルガディンの玄関口となる地域であり、ここもまた戦争の最前線となる場所である。
エイシス・ケイブ
- イクシオン

エイシスケイブに一大集落を作っている魚人族。しかし、活動範囲は広く、イプス峡谷、ガルム回廊にも手を伸ばすほか、ミーリム海岸にも居場所を広げつつある。イクシオンの中で弱い部類でも始めたばかりの旅人ではまるで敵わない程の強さがあるが、ドロップするアイテムが比較的軽く高価でNPCに売ることが出来るため、戦闘をメインしたプレイヤーはイクシオンを楽に倒せるようになることが初期目標の一つとしてある。
- Present Age

エイシス・ケイブではイクシオンの集落が形成されている。タルタロッサとの戦闘に敗れたため、イクシオンの王キング・ザブールはタルタロッサの下に付くことを選ぶが、長老派は抗戦を主張しており緊張状態が続いている。深部ではイクシオンの子ども同士が喧嘩をする可愛らしい姿も見ることが出来る。PC向けの店舗や銀行開業しているものの、利用には相当の友好度が必要とされる。
タルタロッサを倒す他、ザブールを倒すことでも友好的になる（長老派はザブールを懲らしめたとして、ザブール派は負けを認め長老派に従うとして）。一方タルタロッサはザブール派と内通するためか、夜になると工作員を派遣している。
- War Age

イクシオン姿はもうここにはない。ただし、PresentAgeにもあった鉱物だけが残っており、ここで採掘するものもいる。ダーイン山への坑道も掘られる等、明らかに人の手が加わった形跡がある。
タルタロッサ・パレス
- タルタロッサ

鳥人族の彼らはキングを筆頭に、クイーンやナイト、ビショップやルークなどチェスを思わせる階級の他、タルタロッサの名前のつかない特殊名の者等、多種に渡る役職・階級が確認されている。水中に潜む者、空中で待機する者、魔法を主に使う者、接近して戦う者等、戦い方も多種多様であり、イクシオンを倒せるようになった者であっても、あっさりと返り討ちに遭うことが少なくない。エイシスケイブを侵略し、イクシオンを配下につけたことで、食事（生贄）を確保できるようになったためか、エイシスケイブより先に出るという動きはほとんど見せておらず、タルタロッサの親子がビスクの地下水路で発見されるくらいである。近頃、ユーザーが冗談で言っていたスパイラルというタルタロッサも発見された。
- Present Age

イクシオンを支配したタルタロッサは、イクシオンに生贄（食事）を要求している。そのため、哀れなイクシオンがタルタロッサに殺される場面に出くわすことも多い。エイシス・ケイブには、タルタロッサの元から逃げ出し、居場所を失って隠れ続けざるを得ないイクシオンの姿も見られる。下には水が流れ、巨大な電気ウナギや水中に潜むタルタロッサがおり、それ以外の場所は丁寧に高く積み上げられた石段の上に多くのタルタロッサがいる。タルタロッサは巨大な羽で吹き飛ばし攻撃をしてくることも多く、気をつけないとPCが転落死する危険性がある。運良く水場に飛び込んで落下死を免れても、水中でとどめを刺される被害も後を絶たない。なおPC以外は落下ダメージを受けない。
- War Age

タルタロッサは姿を消している。タルタロッサ・パレスは中立勢力の拠点となっているが、War Ageにおいては中立同士でも戦闘が可能であり、別の中立プレイヤーキャラクターに殺されることもありえるため、ビスクやエルガディン王国とは違って利用には注意が必要である。また（言葉は変だが）中立への亡命もここで行う。
エルビン渓谷/スルト鉱山
長らく未実装状態が続いていたサスール王国の前哨として、2008年4月にエルビン渓谷が実装された。平野地帯と山岳地帯に大別され、平野には水の綺麗な川や独特の作物、野生の牛の群れが散見されたり農業を主とする集落が存在するなど、のどかな風景が広がる。対する山岳地帯はきわめて険しく、凶暴な牛や小柄ながら力の強い鳥に吹き飛ばされ、墜落死する危険と常に隣り合わせとなっている。山の頂上には巨大な鳥類のグリフォンが生息し、その最大種が産む卵は至高の一品とされている。
- オーガ

エルビン山麓に小さな村を形成している。稲作や酪農を営んでおり、「搾乳」のスキルもここで習得できる。
- バイソン

エルビン渓谷全域に生息する牛。複数の群れを成すものもあれば、はぐれて単独行動を取るものもある。山岳地帯に生息するものは気性が荒く、攻撃力も高い。
- Present Age

エルビン渓谷ではオーガの村が作られており、行商人等が訪れるなど賑わいを見せている。また、平野部、森、山岳とバラエティに飛んだ広大な土地であり、2008年4月の実装以後、2009年8月現在でも未だ調査が完全に済んでない場所がいくつかある。
ここはダイアロス島で唯一の牛（バイソン）の生息地であり、牛等の家畜の姿が見えないのにダイアロス島内でミルク（牛乳）が流通していたことの謎が解けた。
後にエルビン渓谷に実装されたスルト鉱山は、ビスクの調査団が未だ調査中であるが、バジリスクやサラマンダー、毒蛇等の爬虫類系モンスターが数多く確認され、鉱山らしくコボルト達も住み着いている。また、最下層には、エルアン人の遺跡と見られる「火竜の神殿」がある。そこではボスを召還して多人数で戦いを挑むことが出来る。ボスの強さは参加人数により変わる仕様となっている。
- War Age

エルビン渓谷に続く道は閉ざされており、移動することが出来ず、どうなっているのかは不明である。
サスール王国/エルビン山脈
北方のエルビン山脈を拠点とする獣人の国。高地に住み、厳格な宗教戒律の元で禁欲的な精神修行を日課としている…と伝えられているが、その活動は秘密裏でほとんど目撃されていなかった。ごく一部のNPCがサスールからの行商人とされているが、皆一様に東洋風（忍者風）の風貌であり、彼らが獣人かどうかは確認されていなかった。
長らく未実装状態が続いていたが、2011年4月にエルビン山脈が実装され、ビーストブラッドと呼ばれる獣人の存在も確認された。ただし、住人の半数以上はニューター等であり、イ オーフェンを代表とする行商人も獣人ではなかったらしい。
- Present Age

ドワーフほどではないが排他的な為、信頼を得ないと店舗等を使用できない。
「そばの実」や「自然薯」等、やたら和風な食材を収穫できるマップでもある。
道中の特殊な仕掛けを利用した、アクロバティックな山登りを楽しむためのテクニックを習得できる。
- War Age

第三の勢力として参戦予定と発表されているが、未実装。
イプス雪原/浮遊都市バハ
- ホムンクルス

破壊神を復活させ魔王となったイーゴが作り出した人工生命体。人のように知性を持ち、会話が出来るものから、戦闘・破壊のために作られたものまでいる。
会話ができる知性体のホムンクルスは名前を持たず、番号で呼ばれており、イーゴに対する忠誠を誓う者達と、戦う以前に敗れイーゴから逃げたい一心の者達とに分かれる。ただ、共通しているのは「自分たちの力ではイーゴからは逃げられない」という現実を悟っている事であり、ホムンクルス同士が戦うということは全く起きていない。
- FutureAge

PresentAgeのイプス峡谷のどこかにあるアルターからのみ行くことが出来るこの時代は、おそらくイプス峡谷の成れの果てと考えられる。一面が雪・氷で覆われた雪原はアイスゴーレムやアイスエレメンタル、そしてイーゴの作ったホムンクルス等の魔法生命体がいるのみである。浮遊都市バハは雪原の遥か上空に存在している。
バハではPresentAgeのビスクにあった物の残骸を見ることが出来るため、ビクトリアス広場とイルミナ城の合体した姿とも考えられるが、事実は定かではない。バハには廟堂と呼ばれる建物が作られており、その中の一つである「赤の廟堂」は5人のパーティのみが参加できるクリア型のダンジョンである。ここでしか手に入らない高価なレアアイテムが出るため、プレイヤーの間では「バハに行く」とはこの赤の廟堂に行くことを指す。なお、他の色の廟堂も実装予定ではあったが2012年3月現在未実装。
また、イプス雪原は（現実世界の）土日の夕方にはChaosAgeに向かうカオスゲートが開く場所でもあり、その時が近づくとプレイヤー達が集い始める。
ケール・タングン
- Quest of Ages

モラ族の言葉で、ケールは「大きな洞窟」を、タングンは「頼る神がない」ことを意味し、「神去月の洞窟」という意味がある。
ゲームを開始した者はチュートリアルの一部として、それ以外のプレイヤーはギルドクエスト（設定的には自分達の職業の素晴らしさを教え、ギルドに勧誘する（ギルドの意味は他のMMOと違うが、詳しくは後述する））の為やってくる場所である。Quest of Agesの一つに数えられるが、おそらくPresent Ageに存在する隠し洞窟と思われる。
ここではゲームを始めたばかりの初心者とそれ相応の経験とスキルを積んだ者達が協力しなければクリアすることが出来ない試練が4コース用意されており、それをクリアすることが一応の目的ではあるが、初心者が説明書等では判らないことを熟練者から教えてもらう事、MMOの雰囲気を知る事が最大の目的である。この4つの試練はそれぞれ難易度が異なり、最難関の試練は「熟練した経験者と熟練した初心者でなければクリアすることが難しい」というチュートリアルとは思えない難易度を誇る。ただし、1アカウントで4キャラまで作れるので、他キャラで熟練した後に作った「熟練した初心者キャラ」もありうる（熟練者はチュートリアルをスキップすることも多いが）。
なお、チュートリアルの一部であるため、つい誘導されやすいものの、別に行かなくてもゲームに何の支障もなく進められてしまう場所であり、仮に行ったとしても試練をクリアしなくてもよいというオマケ的な場所である（ただし、2008年12月16日以降、初心者は試練をクリアすることでアイテムが貰えるようになった）。ほぼ全ての生産設備が実装され、人が殺到する場所でもないことから、なんとなく常駐しているプレイヤーが少数ながら存在する。
下記の隠れ里ネヤの実装に伴い、チュートリアルマップとしての役目を終え、此処でのチュートリアルを受けられなくなる。4つの試練のみは残され、内3つはボスモンスターが上級者向けに変更されている。
隠れ里ネヤ
- PresentAge

2010年7月にケール・タングンの代わりに登場した新規チュートリアルマップ。洞窟の中だったケール・タングンと違い、山に囲まれてはいるが明るい屋外マップ。設定的にはモラ族の隠れ里だが、指導教官として他の種族も在中する。
説明の半分をギルドクエスト中の熟練者に任せ切りだったケールタングンと違い、チュートリアルの種類も説明も増えて、受ける順番も自由に選べるようになった。また初心者向けのテクニックやアイテムを多岐にわたって貰う事が出来る。
スローリム平原
- PresentAge

2013年3月に隠れ里ネヤから行けるようになったマップ。本来の予定では2010年末に開発される予定だったらしい。モラ族によって封鎖されていた地域であったが、原住民から新種のモンスターに襲われているという連絡を受け開放された。その設定上、モラ族族長イーノスの許可がなければ入ることができないマップである。
マップの特徴としては多種多様の自然動物が存在する部分とマップ内の湖からカドゥス湖というマップへ移動できる点がある。新種のモンスターであるキラーアントがその勢力を増大させ続けているため、マップ内の自然動物がキラーアントに襲われている場面を目にすることが多々ある。
カドゥス湖
- PresentAge

2013年3月にスローリム平原とともに実装されたマップ。本来の予定ではスローリム平原と同じく2010年には開発される予定だったらしい。
スローリム平原の中の湖からゆくことができるマップである。湖の中には水底に餌を引き寄せる能力を持つ敵や洞窟に住むイクシオンなどが存在する。
最奥には幻獣カッシーが番で生息しており、卵を暖めている。なおこのマップの実装により、ある美食家に対してもクエストが発生している。

## ゲームシステム

### 料金体系
冒頭で前述したように、開始当初の2005年4月1日から同年12月31日までは月額課金を行っていたが、2006年1月1日よりゴンゾロッソオンラインが運営に加わってからは同年5月16日に基本的なプレイ料金においては無料のアイテム課金制へと移行している。

### サーバ構成
以下の3つのサーバが存在する。PCのサーバ移動は不可能。その代わりに合計4キャラまで（同一サーバには2キャラまで）作ることができ、一部を除きアイテムの受け渡しが可能だが、現金（ゲームマネー）は不可能。もちろんアイテム課金用のポイント（現実世界の現金で購入）は全キャラ共有である。
- PEARL
- DIAMOND
- EMERALD

### スキル制、及びテクニックとシップ（職業）
本作品では、レベル制やクラス制ではなく、『ウルティマオンライン』などに採用されている個々に設定されている行動により成長していくシステムであるスキル制が導入されている。
これにより、レベル制などでは主に戦闘などの行為でしか経験値を積む事ができないのに対し、スキル制においてはその行動ごとに成長要素が発生するため、レベル制よりも比較的自由な行動が可能である。また、クラス制とは異なり、キャラクターの特徴づけをプレイヤー自身で行うことができる。なお各スキルの最大値は100。また普通は能力値としてスキルとは別扱いの【筋力】等もスキルとして扱う。
しかし、スキルの合計値には上限（850）があるため、万能なキャラクターを作成することは不可能であり、プレイヤーが相互に協力する意味をなくすということはない。また上記の通り、能力値もスキル扱いのため武器スキル等を取り過ぎるとHPやMP等、基礎能力が低くなる。合計の上限値に達した場合には、いずれかのスキルを下げることにより別のスキルを上昇させることが可能であり、そのためキャラクターを消去せずに能力値を変更するなどのことができる。
武器や魔法、特殊行動のスキルを上げると、それに対応した「テクニック」を使うことが可能となる。実際はスキルが足りなくても「ノアピース」（魔法）や「秘伝書」（魔法以外）を使って覚えることが可能ではあるが発動は難しい。逆にスキルが上がってもアイテム無しで覚えることはできない。また複数のスキルを要求するテクニックも存在する。なお覚えられる数には上限が在るため、忘れることも可能。後述の「マスタリー」も数に入る。
それだけだと他作品と変わらないが、本作品の特徴的な点として、会話、移動、休憩、買い物以外の総てがテクニック扱いであり、通常攻撃や盾による防御、アイテムのトレード（NPC相手は例外）も含まれる。後述の#操作性の項も参照されたい。
本作品はクラス制では無いが、スキルを上げると「シップ」と呼ばれる職業を名乗ることとなる（例：【刀剣】30で「剣士」、60で「セイバー」、90で「ブレードマスター」）。さらに「シップ装備（職業専用装備）」を入手可能となる。シップ装備はシップに合わせて進化する、壊れないと言う利点が在るが、一部を除いて同スキル帯の一般の品より低性能であり、シップに合わせて退化し、シップを失う（スキル30を切る）と装備が不可能となる。
また、決められた組み合わせの複数のスキルを取ることにより「複合シップ」を名乗ることができる。複合シップになると「究極奥義の書」で覚えた「マスタリー」と呼ばれる追加能力が効果を発揮する様になる。複合シップ装備も存在する。単独、複合あわせて実際名乗るのは優先度の高い物のみだが、スキルさえ満たせば総てのシップ装備とマスタリーを得ることができる。以下に複合シップの一部を表す。三つ並んでいるのは必要スキル値40、70、90の順であり（複合は単独より高いスキルを要求する）、条件となる総てのスキルがその値以上の必要が有る。なおシップが2次,3次となると複合シップ装備も進化するが、マスタリーの効果は変化しないため、マスタリー目的なら1次だけを取ると言う考えもある。
- ウォーリアー、ファイター、ナイト

戦士。基本複合シップの一つ。マスタリーは【刀剣】の攻撃間隔短縮。
- アルケミスト、マスターウィザード、ウォーロック

魔術師。基本複合シップの一つ。（他作品では黒魔法とされる【破壊魔法】も含んだ）四種類の白魔法を使う。マスタリーは魔法の詠唱間隔短縮。
- ネクロマンサー、ダーク プリースト、シャドウ ナイト

死霊術師。基本複合シップの一つ。二種類の黒魔法と二種類の邪悪（？）な技を使う。マスタリーは【召喚魔法】のみの詠唱間隔短縮。
- フォレスター、フォレスト マスター、スカイ ウォーカー

他作品で言う処のレンジャー（ただし本作品でのレンジャーは【罠】単独のシップ名である）。基本複合シップの一つ。マスタリーは【弓】の攻撃間隔短縮。
- クリエイター、マスター クリエイター、ジェネシス

木製品と金属製品の生産者。【採掘】【伐採】も併せ持つ。基本複合シップの一つ。マスタリーは【木工】と【鍛冶】の成功率上昇。
- 紺碧の賢者、深緋の賢者、白銀の賢者

六種類総ての魔法を使いこなす魔術師。自動的にアルケミスト系の条件も満たす。条件は魔法スキルのみだが、実際は魔術師である以上【魔力】（魔法の威力に直結）と【知力】（MP量に直結）がある程度必須のため、スキル縛りは見た目より厳しい。マスタリーは詠唱時の移動速度低下の軽減。
- マイン ビショップ、メタル ビショップ、フルメタル ビショップ

【鍛冶】の専門家、なぜか【採掘】ではなく自衛手段を優先している。マスタリーは【鍛冶】で高品質品を作れる確率の上昇。装備を自作するためか、2010年5月の運営の統計により最も多い複合3次シップと判明した。
- グレート クリエイター、クリエイト ロード、人間国宝

総ての生産を行なう者。特に人間国宝は八種類の生産スキルを90以上にする（合計720以上、実際は生産品の品質を上げるため800近く）ため、戦闘力は皆無。マスタリーは高品質品を作れる確率の上昇。総ての生産に効果があるがマイン ビショップより効果は低い。
- サムライ、サムライ マスター、将軍

マスタリーは二刀流。メインの攻撃となる【アタック】が大幅に強化されるため屈指の攻撃力を誇るシップで人気も高いが、隙も大きいためカウンターを受けやすい。武器に魔力付与を与える【神秘魔法】と併せた「神秘サムライ」はモンスター相手では最強職業の一角とされる。逆に隙の大きさから【盾】の追加効果の餌食になりやすく、魔法使いでも盾を持つことが多い対人戦での人気は低い。
- ブレイブ ナイト、アーマー ナイト、ジャスティス タンク

防御を重視した戦士であり、マスタリーは防御力の上昇。マスタリーの効果は弱いが必要スキルは戦士としては必須のものばかりのため、対人戦ではナイトと並ぶ強シップとされる。ただし複合3次シップにこだわらなければ更に強いキャラ構成もある。
- 厨房師、マスター厨房師、ゴッド厨房師

【料理】と【醸造】以外に、料理で使う炎に強くなる意図なのか【呪文抵抗力】が必要。そのため人間国宝がゴッド厨房師を兼ねるのは不可能ではないが品質を考えると無意味。また料理ギルド内での出世は【料理】のみを重視し【醸造】は関係しない。マスタリーは【料理】と【醸造】の成功率上昇。
- アサシン、忍者、御庭番

マスタリーはクリティカル確率と移動速度の上昇。シップ装備の追加能力も併せて凄まじいスピードを誇り、【落下耐性】と【自然調和】（移動速度上昇と落下速度低下のテクニック在り）、【物まね】（自然の真似（透明移動）で敵を振り切ったり、人魚の真似で少し早く泳ぐ等）も併せて、縦横無尽に駆け回る。ただし御庭番は人間国宝に次ぎスキル縛りが厳しいため、戦闘職で有りながら戦闘能力（基礎能力）は低い。シップ装備の差により御庭番の方がアサシンより早く走れはする。
- 海戦士、英雄海戦士、海王

海に生きる男や女。マスタリーは【槍】の攻撃間隔減少と水中での移動速度上昇。シップ装備と併せて地上を走るより速く泳ぐ事も可能。シップ装備が男女共に「ふんどし」状のためか、妙な人気が有る。
- アスリート、トライアスリート、鉄人

マスタリーはST（スタミナ）自然回復速度の上昇。地上の移動速度は【自然調和】のテクニックを使わない限り並だが、【水泳】も持つ事、休まず走り続けられる事、必要スキルが4つのため基礎能力（特にSTに直結する【持久力】）に余裕が有る事から、総合的な機動力ではアサシンや海戦士を凌ぐ事も。3次シップの鉄人ともなれば、鹿の様に野を駆け、ムササビの様に空を舞い、イルカの様に水中を往く。
- 荒くれ者、レスラー、チャンピオン

マスタリーはHP自然回復速度の上昇。上記のアスリートマスタリーと組み合わせて使う者もいれば、HP回復手段の為だけに取得する者もいる。必要スキルに【パフォーマンス】があることから能力は低い。複合マスタリー専用技が三つと一番多いシップでもあり、さらにバックハンドチョップという複合技もあるが実装は見送りされてしまったのか、現在はNPC専用技となっている。(120918アップデートにてバックハンドチョップが実装された。）
- 新人アイドル、ビスク アイドル、ダイアロス アイドル

マスタリーはキラキラと光を放つ（だけ）。必要スキル四種類の内の三種類、【音楽】は効果絶大だが効果時間が短く、【ダンス】は上級テクニックの効果が微妙、【パフォーマンス】にいたっては専用モーションを楽しむ以外には役に立たないネタスキルのため、ダイアロス アイドルにまで登り詰めるのは【音楽】でノアタイタンを動かす設定のQuest of Ages:Titanがメインのキャラクターがネタで取るぐらいである。ただし（放置）露店を目立たせるために新人アイドルになる者はそれなりにいる。また、このシップのみ上位になるとマスタリーの性能が向上する（周囲の光が派手になる）
- ハウス キーパー、メイド（バレット）、アビゲイル（バトラー）

マスタリーは【裁縫】の成功率上昇。しかし実際は美容師が美容院の肩書きに欲しくてなることが多い。本作品は定期的に【美容】を受けないと髪が伸び髪形が崩れ、最悪ハエまで湧くシステムである（ただし見た目と羽音が煩い以上のペナルティは無い）。2010年5月にシップ装備が実装され、それまで共通だった二次以降のシップ名が男女別々になった。
- アドベンチャラー、エクスプローラー、トレジャーハンター

2009年7月に実装された新スキルと共に追加された複合シップのうちの一つ。手に入れた「宝の地図」を【解読】し、宝箱を掘り当て、罠や鍵を解除（【盗み】）して宝を手に入れる。宝箱がとんでもない位置に埋められている事もあるためか、マスタリーは水中移動速度の上昇と落下ダメージの軽減。
- チンピラ、アウトロー、ギャング（レディース）

2009年7月に実装された新スキルと共に追加された複合シップのうちの一つ。マスタリーは【こんぼう】を振る際のディレイを5%短縮。【こんぼう】【酩酊】によるカチコミと、【盗み】【取引】によるシノギで、ダイアロスにはびこる悪党を演出できる風変わりなシップ。
- スパイ、ストーカー、ステルス

2009年7月に実装された新スキルと共に追加された複合シップのうちの一つ。マスタリーは当初回避+3だったが、後に盗み確率の上昇に変更される。スキル構成がアサシンに近いが、より隠密行動寄りにシフトしている。
- アカデミアン、ティーチャー、プロフェッサー

2009年7月に実装された新スキルと共に追加された複合シップのうちの一つ。マスタリーは【複製】成功率アップ。

### ギルド
本作品におけるギルドは本来の意味の職能組合であり、他のMMOで言うプレイヤー組織である所のギルドとは違う（本作品でそれは「フェローシップ」と呼ぶ）。ギルドの役割は職業支援のため、クエストと報酬（シップ装備等も含む）を与えることである。ギルド内の地位を上げるとクエストの種類も増える。ギルドの掛け持ちはできないが、脱退しても再加入時に新人扱いされる以上の罰則も無く、ギルドが規定するスキルが高ければ再出世も早いため、その時必要なアイテムを求めて、または不要アイテムをクエストアイテムとして高く換金してくれるギルドを求めて渡り歩く者も多い。Present Ageにのみ存在し、休戦中ゆえかギルドクエストに敵対勢力からの依頼も存在する。
- 武閃

ウォーリアーのギルド。ビスク軍の外部組織であり、後見人はアクセル・キール。
ギルドマスターはオグマ。アクセルの、かつての師匠である。
- アルケィナ

アルケミストのギルド。ラル・ファク教の下部組織でもある。
ギルドマスターはルーチェだが不在のため、彼女を「お姉さま」と慕うフレッサが代理を務める。
- 暗使

ネクロマンサーのギルド。マブ教の下部組織でもある。
前ギルドマスターはオリアクスだったが、行方不明のためエクアが後を継ぐ。オカマの大男だが、時折凶暴な本性をのぞかせる。
重要なクエストとしてスケルトンとの友好（後述）を取れるものがある。
- フォレール

フォレスターのギルド。ビスク軍を脱退したウォルフガングと彼を慕う者達が作った。
ギルドマスターはガスト。ギルドマスターはウォルフガングだと勘違いされていることも多く、陰が薄い。
- シェル・レラン

調理師のギルド。ビスクの食を担う。ギルドは港に在り、得意料理は海鮮料理（特にレシピの偏りは無いが）。
ギルドマスターはシレーナ。彼女らの前で無から食料を作る【神秘魔法】の「リコールレイション」を使うと、袋叩きのうえ海に投げ捨てられると言う都市伝説がある。ただし上級者は通称「レランBuff」と呼ばれる戦闘ボーナス等を得るために調理師の作った料理を食べまくる。
このギルドのみギルド雑貨店での品揃えが地位で変わるため、調理師を続けるなら高い地位を保つ必要がある。
- グロム・スミス

鍛冶師、マイナー（鉱夫）のギルド。エルガディン復興のために尽力する。
ギルドマスターはマレウス。幼い娘がおり、会う人総て種族性別問わず「娘に色目を使うな」と言う親馬鹿である。
- テクスエンド

仕立て屋のギルド。エルガディン復興のために尽力する。
ギルドマスターはレーヌ。言い伝えを引用することを好む。

### 生産と消費のシステム
一般的なMMORPGとは異なり、生産にもルーレットを目押しで止めると言う、アクション性を取り入れている。複合シップのマスタリーにある成功率の上昇とは「成功のマス目が増える」「ルーレットの動きが遅くなる」「ルーレット停止時に針が滑らなくなる」のいずれか一つである。ただし複数のマスタリーや装備の追加能力、テクニックやレランBuff等を使うことにより、一部を除き重複が可能。
工具のシップ装備は進化するごとに滑りを減らして高品質のマス目を増やすが、引き換えにルーレットの速度を上昇させて通常成功のマス目を減らす（高品質マス目を加えた合計でも少なくなる）。他にも偏った能力の工具も在り（成功マスが総て高品質だが滑りが半周以上なため目押し不可能と言う極端な物も）、作りたい物によって使い分ける者も居る（高難度でも品質を問わないアイテムなら、シップ装備ではなく初心者用工具を使う）。作業服等、工具以外の生産用装備はボーナスのみでペナルティは存在しない。
武器や防具などの各アイテムには耐久値が設定されており、一定回数以上使用すると壊れる（消滅する）ようになっている。そのため1つのアイテムが永続的に使用されることはなく、経済が循環するようなシステムなっている。高品質品を除き耐久値低下で性能の低下も起こる。シップ装備や課金アイテムの一部などに例外もあるが、壊れないアイテムは一部を除き壊れるアイテムより性能が低い事でバランスを保っている。また壊れないアイテムでも耐久値が低下する（1より下がらないため壊れない）うえ、通常品質扱いであるため、性能低下も起きる。修理することにより耐久値と性能が回復するが、壊れないアイテムで無ければ最大耐久値が低下するため、修理にも限界が在る。

### 友好と加護
ダイアロスには様々な勢力や種族が存在するが、勢力や種族によってプレイヤーとの関係は異なる。友好関係にあれば攻撃されることはなく、会話や取引が可能なこともあるが、敵対関係にあれば見つかり次第襲われてしまう。
また、友好関係は固定ではなく、プレーヤーの行動によって友好的になることもあれば、敵対的になることもある。拠点となるビスクやエルガディン、マブ教徒も例外でなく、警備兵を襲い続ける事により警備兵に襲われる様になるのはもちろん、同勢力の店も使用不可能となる。ただし警備兵以外のNPCは襲えない。Present Ageでは様々な勢力との友好があるが、War Ageではビスクとエルガディンの二種類しかなく所属国家で決まってしまうため、中立プレイヤーにしか意味は無い。それも警備兵に襲われなくなるだけであり、軍所属のPCに襲われたからと返り討ちにしても友好が低下する。他の時代には友好ルールが存在しない。
加護の変動はあるが、効果は2008年4月現在友好の増減に影響するのみである。

### ペット
本作品ではペットを飼うことが可能。ペットは主に戦闘用だが、生産に役立つペットも少数ながら居る。ペットの成長はレベル制（ペットよりレベルの低い相手からは経験値が入らない）のため、生産用の脆弱なペットも戦闘でしかレベルを上げられない。最大3匹まで連れて歩ける。
- 育成ペット

名前に地名が入っているモンスターは【調教】で捕まえることができる。成長することができ、上限は飼い主のスキル値の1.5倍（最大150.1レベル）まで。一度に連れて歩けるペットのレベル合計ははスキル値の2倍までであり、複数連れて歩くにはスキルが30以上（3匹なら60以上）必要。ただし、高スキルで使える「ミラクル ケイジ」で檻に入れることにより制限以上のペットを所有、携帯が可能。檻はペットが入っていてもモンスターボールのごとく軽量。檻に入れた状態ならペットの売買も可能。檻から出すには【調教】はいらないが、スキルがペットのレベルに足りないと、戦うほどに経験値が減っていき、それに伴いレベルも下がる。
ペットが死亡しても蘇生は可能だがレベルと忠誠心の最大値の低下を受ける。忠誠心が低いと使える命令の種類が減り、（持っていれば）一部のテクニックを使わなくなる。忠誠心は時間と共にも減少するが、ペットの好物を与えることで、回復可能。最大値が上昇することも。なお檻に入っている間、及びペット屋に預けてられている間は忠誠心は下がらない。
ペット屋と言うが、ペットの販売はしておらず、実際はペット預かり所。預ける事によりスキルに関係なく3匹飼う事が出来る（あくまでも入れ替えだが）。ただし預けている間もペット枠を消費するため、手元とペット屋を合わせて3匹までである。これ以上飼いたければミラクルケイジを覚えるしかない。
一般にペットと言うと（進化ペットを含め）これを指す。
- 下僕

名前に地名が入っていないモンスターも一部は【調教】で捕まえることが可能。同レベルでは下僕の方が強く、忠誠心ルールも存在しない。数の制限は受けるが、合計レベルの制限は受け無い。しかし成長せず、自身だけでなく飼い主が死んだ場合でも消滅する。さらにログアウトや他のマップへの移動でも消滅する。それを避けようとしても、檻に入れたり、ペット屋に預ける事は不可能。そのため育成ペットの補助や使い捨ての戦力として使われる。
なお育成ペットを含め、【調教】スキルがモンスターのレベルの8割に満たない場合、捕まえることが出来ない。
- 召喚ペット

【召喚魔法】によって呼び出されたペット。一部を除き地獄から呼び出す。それなりに強く運用も楽だが、何事も無くても一定時間で消滅する使い捨てのペット。また、【召喚魔法】は他の魔法と比べても詠唱が長いため戦闘が始まってからの呼び出しは難しい。連れて歩ける合計レベルはスキル値と同じ。他のペットとの組み合わせての制限は複雑なため、ここでは省く。
- 進化ペット

育成ペットの一種でレベルと忠誠心の上昇で進化する。殆どの場合クエスト報酬で手に入り、一部は1PCに各種1体ずつの制限が在る。ある程度進化させないと死亡時に消滅するものが多いため育成は難しい。
最大の利点は一部の進化ペットのみだが、数もレベルも【調教】の制限を受けない事である。そのため【調教】0でもレベル150を三匹を連れ歩くことが可能。バランスを崩すとの批判も在る（もちろん【調教】があった方が扱いは楽である）。
例外として、【取引】で作る看板や、集団瞬間移動用【神秘魔法】の「リコール アルター」で呼び出す擬似アルター、【銃器】で設置する砲台もペット扱いのため数とレベルの制限を受ける。つまりペットを3匹連れ歩いている状態でリコール アルター等は使えない。ただし、War Ageでは砲台に制限は無い。代わりに砲台の攻撃による爆風は設置者を含め味方を巻き込むこむ。

### 死亡の概念
一般的にMMORPGでは死亡時にアイテムやスキルを失うなどと言った「デスペナルティ」と呼ばれる罰則が発生するが、このゲームにおいては各Ageごとに若干異なるペナルティが科される。
- Present Age：死亡すると死体から赤い煙（通称「血煙」）を発する状態となる。その後「ホームポイントへ戻る」を選択すると、死体を残し霊体となった状態で「ホームポイント」に帰還し、血煙は消える。「ソウルバインダー」に死体引き寄せを依頼すると若干のスキル低下が発生するが、自力で回収に行く場合ペナルティは発生しない。死体回収終了時に満腹度と潤喉度が0になるのが一応ペナルティとも言える。ただし霊体時は100であり【回復魔法】の「リザレクション」で蘇生した場合はそのままである。とは言っても、霊体ではテクニックの弱体化、装備の無効化、アイテムの使用不可（魔法などの触媒を消費するテクニックも、触媒を使用できなくなる為に行使できなくなる）などのペナルティがある(唯一の利点として、溺れなくなる)。その上、モンスター等からの攻撃も受け、落下ダメージも適用され、死体回収中は長時間硬直するため、常に自力回収できるとは限らない。霊体に掛ける事により死体を引き寄せる【死の魔法】の「コープスミーティング」も在るが、同一マップ内のみの移動のため、霊体と【死の魔法】使いがそのマップに行く必要が在る。一方のリザレクションは霊体ではなく死体に掛ける必要があるため、死体引き寄せをしない限り【回復魔法】使いが現地まで行く必要があるほか、蘇生を受ける側が同マップの死体から一定の距離内にいる必要がある（血煙状態は霊体がその場に居る扱い）。「リザレクトポーション」を使えば誰でも蘇生は可能だが、当然の如く死んでいる本人が使う事は出来ない。また同ポーションはNPC販売が無く生産も難しいという問題もある。

「ソウルバインダー」とはホームポイントの設定、及び死体の引き寄せを行うNPCで、ミーリム海岸ダイアロス島（チュートリアルマップ）に居る一人を除いて全員マブ教徒。上記のスキル低下は破壊神復活のためのエネルギーにするためであり、その目的のため異教徒の死体引き寄せも受け付ける。
- War Age：死亡して血煙状態になるのは変わらないが、「ホームポイントへ戻る」を選択した場合、瀕死の状態でヌブールの村(War Age)の定位置で復活する。そのため、その場で復活するには村に帰る前に蘇生してもらう必要が有る（一定時間で強制帰還させられるが、本来は死体回収時間短縮の為の【死体回収】が高いと強制帰還までの時間を延ばせる）。スキル低下は発生しない代わり、War Ageの階級に応じた数のアイテムを落とす。落としたアイテムは相手の戦利品となる。ゆえに課金装備等、高級品を持ち込む者は少ない。
- Future Age：基本的にPresent Ageと同じだが、浮遊都市バハやChaos Ageに行くと、ホームポイントがFuture Ageのソウルバインダーにされる。このため、ホームポイントを変更するのを忘れたままPresent Ageで死ぬと、死体をPresent Ageに残した状態で霊体だけがFuture Ageに戻されることになる。
- Chaos Age：Chaos Ageの各門で死亡した場合、お金と、「Chaos Ageで死亡しても消えない」と書かれたアイテム以外を失ってしまう。取り返すことは不可能であり、War Age以上に高級品の持込は少ない。この状態でホームポイントに戻ると、霊体・死体ともFuture Ageに転送される。
- Quest of Ages（ジャスパー以外）:基本的にPresent Ageと同じだが、死亡した瞬間に強制帰還であり、死体はその時代に向かう時に使った（Present Age側の）アルターのもとに移動する。ケールタングン以外では時刻制限が在るためクエストの達成が難しくなる。また、一部クエストアイテムは持ち出し禁止であり、Present Ageに戻された時点で消滅するため、やはりクエスト達成が難しくなる。一方、ケールタングン（初心者コース）は初心者の気分しだいである。
- Quest of Ages:ジャスパー：死亡してホームポイントに戻っても蘇生した状態でビクトリアス広場に戻される上、戦場に戻るたびに完全回復する（戦場に入ると専用装備の能力により、体力の上限等が跳ね上がるための措置）ためペナルティは無いに等しい。HP、ST、MPが戦場では自然回復しない（回復アイテム等は在るが）ため、特にSTが切れたら自殺を推奨されているほどである。なぜか強制帰還ではないがQoA:ジャスパー専用テクニックとアイテムしか使えないため、その場での蘇生は不可能。一部クエストでは一回の入場で指定モンスターを一定数倒さなくてはならないため、同クエスト遂行中に限ってはペナルティ在りとも言える。

### 操作性
このゲームにおける操作系は、自動戦闘を主体とした一般的なMMORPGよりもFPSに近く、キーコンフィグのカスタマイズの幅も広い。
またほぼ全ての行動に待機時間が存在することにより、相手の行動を見た後にそれに対峙した対応をすることも可能となっている。
（例：盾をただ装備しただけでは防御力上昇量は少なく、盾を使うテクニックを敵の攻撃にあわせて発動することで受けるダメージを劇的に減少させたり、追加効果を得たりする。テクニックはスキル上昇と共に増えるため、単位時間内での盾の使用回数も増やせる。逆に盾のテクニックを使用中の相手のみ気絶させるテクニックも近接武器総てに存在する）
だが、そのことにより他のMMORPGよりも操作が難しくなってしまい、初心者がとっつきにくい点にもなってしまっている。

### ゲームマスター(GM)
ハドソンが運営をしていた時期では、3種類のGMを配置していた。監視や不正行為者の処罰を主業務とする「Inspector（インスペクター）」、サポートを主業務とする「Saver（セイヴァー）」、イベントの運営を主業務とする「Amuse（アミューズ）」である。
アミューズはトラブル対応を行う通常のGMと異なり、積極的にプレイヤーの前に姿を現しプレイヤーとのコミュニケーションをとりながらミニイベントを行っていた。アミューズの登場はゲリラ的に行われ、アミューズに遭遇することも一つの楽しみとなっていた。
しかし、2006年の移譲早々、トラブル申告などのGMコールを廃止するなど、ゴンゾロッソオンラインの運営に疑問が付きまとう。また、ゴンゾロッソオンラインによる運営に移行してから、しばらくの間はアミューズGMの出現も無くなり、それによる突発的なイベントも無くなっていた。
2006年4月ごろから、ハドソン体制時より頻度は減ってはいるものの、Event(旧Amuse)、Support（旧Inspector及びSaver)という同系のGMが配置された。EventGMはかつてのAmuseGM同様、突発的にゲリラ的に現れてイベントを行う者の他、定期的に行われるイベントであるダイアロスバザールに司会進行として現れる者や、ユーザーイベントに便乗して現れる者もいる。また、メールマガジンの記者がGMとして現れることもある。
アニメ放映時、クローバーとのコラボ企画「モエクロ」が行われていた時期は、クローバーがGM等になり参加する公式イベントも時折開催されていた。

## 小説版
Master of Epic 〜運命の双子〜
ホビージャパン・HJ文庫より2009年5月1日に刊行された。著者は鳥居羊。
- 2009年5月1日初版 ISBN 978-4-89425-870-9

Master of Epic 〜戦禍の果実〜
- 2010年5月1日初版 ISBN 978-4-7986-0041-3

## Master Of Epic 関連問題
顧客個人情報流出問題
ハドソンよりゴンゾロッソオンラインへ運営移譲直後の2006年2月17日から2月20日にかけて、ゴンゾロッソオンラインが運営するナイトオンラインの手動パッチ配布用公開FTPサーバにMaster of Epicのアカウント情報（1373人分）を記録したファイルが置かれている事が発覚し、顧客情報が流出した。このファイルはMaster of EpicのID移行作業が正常に完了しなかった人のデータが記録されていた。また、公開FTPに個人情報を置いていたことは早くから指摘されていたにもかかわらず、当初ゴンゾロッソオンラインは「ハッキングによる流出」と発表していた。警察にも被害届を提出したが、正確には個人情報流出というより同社による個人情報公開に近い。
移管に伴うGMコールの廃止
ハドソン運営時代にはゲーム内で解決できない問題に対してGMコールコマンドを使用してゲーム内を監視している「インスペクターGM」を呼び、助けを求める事が出来たが、ゴンゾロッソオンライン移管後はこれが廃止された。運営側にゲーム内を監視するGMが居ないため、移管後は不正行為を行うプレイヤーが目立つようになった。2006年5月のアイテム課金の前後から監視GMが巡回するようになり、公式サイトにもGMに関する記述が（移管前の体勢には少し及ばないが）掲載された。
サーバ負荷問題
週末に行われる集団戦(Chaos Age)のスケジュールがナイトオンラインの大規模な対人戦（国家間戦争及び攻城戦）と一部重なるため、両タイトル共に負荷がかかりサーバから切断されたり、ひどい時にはサーバがダウンする。特にナイトオンラインではMaster of Epicのサーバ移管後に5つあるサーバのうちどれかが毎週ダウンしている。
2006年秋に両タイトルでサーバ強化が行われ、負荷軽減がなされたためこの問題はほぼ収束した。
ユーザーへの対応
BBGamesからゴンゾロッソオンラインへのID移行が出来ないユーザーが複数存在し、問い合わせても返事が遅い、ごまかしの返答しか来ないなど不誠実な対応を続けられていた。その後この問題は収束したが、2006年10月現時点で移行ができなかったIDのデータはログを含め完全に削除された。
情報流出問題後にゴンゾロッソオンライン側が提示した改善案はユーザーから見て実感出来るような物が少なく、実現されたかどうかが不透明である。そのため、一時はオンラインゲーム運営会社ワーストの座をガンホーと(悪い意味で)競い合っていた。
情報流出問題に対する補償として、「お詫びのプレゼント」と称して、アイテム課金サービス開始後に販売アイテムのチケットなどを進呈した。個人情報を公開されてもゲームを継続する、というのが前提のゲーム内アイテム配布という形のため、この件によってゲームから手を引いた人に対する補償はない。
開始された課金サービスにおいてアイテム転送時に消失するなどの問題が発生しているが、これに対する補償は本人がSP(スパイス：現金で購入するポイント)を使って入手した物に限られる。

## 「血のバレンタイン」事件
オープンβ期間中の2005年2月に実施されたバレンタインイベントが、運営の思惑を超えて、大規模な集団PK行為に発展した事件。
原因は運営側の想定の甘さと説明不足にあったが、GMに誘導されるがままにイベントに参加してPKされたプレイヤーとPKさせられたプレイヤーの間にも感情的しこりが残り、長く議論を呼んだ。
前提
当時から、対人戦中心のWarAge（以下WA）に常駐するプレイヤー数は、ロールプレイング中心のPresentAge（以下PA）の常駐者を大きく下回っており、運営はWarAgeの活性化と相互交流を意図していた。
そのため、PA常駐プレイヤーをWAのマップに誘導し、WAを探索しながら報酬アイテムを入手させ、3つのサーバーごとに達成度を競わせる、というイベントが設計された。
WA常駐プレイヤーは、PA側プレイヤーを妨害する役割を割り当てられ、サーバーごとに妨害達成度を競うこととなった。
したがって、プレイヤー間の戦闘（PvP）が発生することは織り込み済みの企画だったが、運営はWAプレイヤーが「協力体勢というか手加減してくれるかと楽観視し」、一方的なPK行為を想定しなかった。
また、PA・WA双方のプレイヤーに対してイベントの趣旨を事前説明することもなかった。
推移
事件の推移は以下の通り。
2005年2月、『オリアクスとルーチェの「恋のドキ☆ドキ Attack!～バレンタイン大作戦～」』の開催が告知される。
2月14日20時、イベント開始。GMが、PAからの参加プレイヤーに対してWAの集合地点に移動するよう誘導をおこなう。PA側参加者は約1000人。
22時頃、WAに集合したPAプレイヤーに対し、ゲーム内素材からチョコレートを作りプレゼントしあってカップルを成立させるように指示。
22:30頃、「カップルを成立させるキーアイテムが奪われたため、イベント参加者はWA内のエルガディンおよびビスク本拠地に攻め込みキーアイテムを取り戻すこと」が指示される。この時点ではじめてPA側プレイヤーは対人戦要素を告知された。同じ頃、WA常駐プレイヤーに対しPA側を迎撃してキーアイテムを守ることが指示された。
23時頃までに、ほとんどのPA側参加者がWA側参加者によってPKされたと見られる。WA側参加者からも「すさまじく虐殺」「このイベント問題あるような」などの声が上がるほどゲーム性を欠いた一方的な展開となった。
イベント1日目は翌15日の午後まで継続し、WA側の迎撃ボイコットによってキーアイテムを入手できたPA側プレイヤーも出た。
問題点
PA側参加者はWA側を人数で大きく上回っていたにもかかわらず、対人戦として拮抗しなかった原因は以下が指摘される。
・運営側から対人戦であると告知されていなかったため、装備や士気が不足していた（そもそもGMからはチョコレートの素材だけを持ち込むように誘導されていた）。
・PA側の参加者はエルガディン・ビスクいずれにも所属していない「中立」状態のキャラがほとんどで、システム上同士討ちが可能な状態で、集団戦闘の上でいちじるしく不利だった。
・WA常駐プレイヤーの一部は、運営の不手際をついて正式な迎撃開始前から愉快犯的にPKを行っていたとされる。
結果
PA側参加者の多くは一方的な対人戦に参加させられたことに不満を表明した。一方WA側参加者は、GMの指示通り対人戦に参加したにもかかわらず、母数の多いPA側プレイヤーからPKを非難されることとなり、反発した。15日夜から翌16日にかけてのイベント2日目は、対人戦要素のない内容に変更されてPA内で実施された。ゲームを運営するハドソンのディレクターとプランナーは、後日ゲーム誌のインタビューで「進行上の問題によって，狙いとは大きく離れてしまい」「プレイヤーの皆さんには本当に申し訳ない」と謝罪した。